# No Limit (G-Eazy)
No Limit è un singolo del rapper statunitense G-Eazy, pubblicato l'8 settembre 2017 come primo estratto dal quinto album in studio The Beautiful & Damned.
Il singolo ha visto la collaborazione dei rapper statunitensi A$AP Rocky e Cardi B e riprende la stessa melodia del brano del 1999 Slob on My Knob dei Tear Da Club Up Thugs con Juicy J.

## Pubblicazione
Il 30 agosto 2017 G-Eazy ha presentato la canzone in anteprima con Cardi B durante uno dei suoi show al Bud Light's Dive Bar Tour, insieme alla sua collaborazione con Halsey Him & I. In un’intervista con Uproxx, G-Eazy ha  dichiarato di aver collaborato con Cardi perché secondo lui la rapper rappresentava dove la musica era riuscita ad arrivare.
G-Eazy ha rivelato a Fuse in un'intervista: "È iniziato tutto con me e A$AP Rocky in studio. Stava lavorando nella stanza a fianco e poi è entrato nella mia. Abbiamo mandato la traccia a Cardi B e lei ha spaccato. L'ho seguita dagli inizi. Ho sempre voluto connettermi con lei. L'ho incontrata a uno show dove ci siamo esibiti quasi un anno fa. Già potevo dire che sarebbe diventata una super star. Si può dire molto guardando qualcuno esibirsi dal vivo e conoscendo la propria energia nella vita reale. Sapevo di voler lavorare con lei, ma si trattava di trovare la canzone adatta e il momento giusto. Collaborare in questa canzone aveva senso".

## Accoglienza
Madeline Roth per MTV News ha affermato che "Cardi B ruba chiaramente la scena nella versione studio della canzone paragonata a quella dal vivo", aggiungendo che faceva ciò da quando Bodak Yellow aveva iniziato a scalare le classifiche. Sia Roth che Carl Lamarre di Billboard hanno lodato anche G-Eazy. Jessica McKinney per Vibe ne ha lodato il beat hip-hop. Peter Berry di XXL l'ha definita "energetica" e le sue strofe "confidenti". Beatrice Hazlehurst di Paper ha elogiato la rapper per aver dimostrato, con il suo verso, di non essere una one-hit wonder. Aaron Williams di Uproxx ha paragonato la canzone ai lavori di Master P. Matt Fish per HotNewHipHop l'ha reputata "pronta per le radio", rimanendo impressionato da Cardi B.

## Remix
Un remix in collaborazione con French Montana, Belly e Juicy J è stato reso disponibile il 12 dicembre 2017.

## Video musicale
Il videoclip ufficiale del remix, diretto da Daniel Cz, è stato pubblicatio il 19 dicembre 2017.

## Successo commerciale
No Limit ha raggiunto la quarta posizione nella Billboard Hot 100, diventando la prima top five di G-Eazy, la seconda di Cardi B e la canzone con una posizione più alta per A$AP Rocky, superando la sua collaborazione con Selena Gomez, Good For You, che si è spinta fino alla quinta.
Il 23 marzo 2018 è stata certificata tre volte disco di platino dalla RIAA per aver superato le tre milioni di copie vendute in territorio statunitense.

## Tracce
Testi e musiche di Gerald Gillum, Rakim Mayers, Belcalis Almanzar, Jordan Thorpe, Earlly Mac, Klenord Raphael, Jordan Houston, Jay Fort, Mathhew Samuels, Allen Ritter.
1. No Limit (feat. ASAP Rocky e Cardi B) – 4:05